# Złotokreciki
Złotokreciki (Amblysominae) – podrodzina ssaka z rodziny złotokretowatych (Chrysochloridae).

## Zasięg występowania
Podrodzina obejmuje gatunki występujące w Afryce.

## Systematyka
Do rodzaju należą następujące występujące współcześnie gatunki:
- Amblysomus Pomel, 1848 – złotokrecik
- Calcochloris Mivart, 1867 – złotokrecinek – jedynym przedstawicielem jest Calcochloris obtusirostris (W. Peters, 1851 – złotokrecinek żółty
- Huetia Forcart, 1942
- Neamblysomus Roberts, 1924 – tłustokrecik

Opisano również rodzaj wymarły:
- Proamblysomus Broom, 1941 – jedynym przedstawicielem jest Proamblysomus antiquus Broom, 1941